# József Katona (nedador)
József Katona   (Eger, 12 de setembre de 1941 - 26 de desembre de 2016) fou un nedador i waterpolista hongarès, especialista en estil lliure, que va competir entre les dècades de 1950 i 1970.
El 1960 va prendre part en els Jocs Olímpics d'Estiu de Roma, on va disputar tres proves del programa de natació. Fou cinquè en els 1.500 metres lliures, mentre en les altres dues proves quedà eliminar en sèries. Quatre anys més tard, als Jocs de Tòquio, tornà a disputar tres proves del programa de natació. Novament en els 1.500 metres lliures, amb una vuitena posició, és on obtingué el millor resultat.
En el seu palmarès destaquen una medalla de plata i una de bronze al Campionat d'Europa de natació de 1958 i una d'or en l'edició de 1962, així com una medalla de bronze a la Universíades de 1965. A nivell nacional guanyà tretze campionats hongaresos. Va establir nombroses rècords hongaresos i d'Europa en diferents distància d'estil lliure.
A nivell nacional fou un destacat waterpolista, jugant 17 partits amb la selecció nacional i guanyant la Copa hongaresa de 1972.